# Helge Odelsiö
Helge Nikolaus Odelsiö, född den 13 juni 1889 i Stockholm, död den 24 juni 1979 i Djursholm, var en svensk ämbetsman. Han var bror till Fridolf Odelsiö.
Odelsiö avlade studentexamen i Stockholm 1908 och filosofie kandidatexamen vid Stockholms högskola 1913. Han blev kartografaspirant vid Rikets allmänna kartverk 1909, aktuarie i Sjökarteverket 1913 och förste aktuarie 1932. Odelsiö var byrådirektör och föreståndare för sjökortsavdelningen på Sjökarteverket 1946–1954 och ställföreträdande chef för Sjökarteverket 1937–1954. Han studerade vid United States Coast and Geodetic Survey i Washington 1920 och var svensk delegat vid de internationella hydrografiska konferenserna i Monaco 1937, 1947 och 1952. Odelsiö var medlem av Kartografiska sällskapet och fungerade som sekreterare, styrelseledamot och vice ordförande där 1949–1952. Han publicerade skrifter av geodetiskt, jordmagnetiskt och kartografiskt innehåll. Odelsiö blev riddare av Vasaorden 1934 och av Nordstjärneorden 1950. Han vilar på Danderyds kyrkogård.